# Steven Caple Jr.
Steven Caple Jr. est un réalisateur, scénariste et producteur de cinéma américain, né le 16 février 1988  à Cleveland.

## Biographie
Steven Caple Jr. fréquente l'université Baldwin Wallace et l'université du Sud de la Californie. Son film d'études, A Different Tree, remporte le prix du meilleur court métrage décerné par HBO en 2013.
Son premier long métrage, The Land (en), est présenté lors du festival du film de Sundance 2016. Acquis par IFC Films, il sort aux États-Unis en juillet 2016. Dans ce film, quatre adolescents errent dans les rues de Cleveland en rêvant de devenir skateurs professionnels mais ils vont tomber dans l’univers de la drogue et de l’argent facile. The Playlist le classe alors parmi les 25 meilleurs nouveaux réalisateurs de 2016
En 2017, le magazine Forbes l'intègre parmi 30 personnalités de moins de 30 ans à suivre dans la catégorie Hollywood & Entertainment. En décembre 2017, il est officialisé comme réalisateur de Creed 2, huitième film de la série Rocky et suite de Creed : L'Héritage de Rocky Balboa (Ryan Coogler, 2015), alors que Sylvester Stallone devait initialement le réaliser. Le film sort aux États-Unis en novembre 2018 et reçoit des critiques plutôt positives.

## Filmographie
Sauf indication contraire, les informations mentionnées dans cette section peuvent être confirmées par la base de données cinématographiques IMDb,  présente dans la section « Liens externes ».
- 2011 : 25 Hill de Corbin Bernsen (assistant de production)
- 2015 : Class (série télévisée) - 8 épisodes (réalisateur)
- 2016 : The Land (en) (réalisateur et scénariste)
- 2018 : Grown-ish (série télévisée) - 2 épisodes (réalisateur)
- 2018 : Creed 2 (Creed II) (réalisateur)
- 2023 : Transformers: Rise of the Beasts (réalisateur)